# عادل زعیتر
عادل زُعَیْتر (۱۸۹۵ - ۱۹۵۷) نویسنده، مترجم و وکیل فلسطینی بود. در دوره‌ای به تدریس و وکالات می‌پرداخت، سپس به ترجمه از فرانسوی به عربی روی آورد. حدود ۳۷ اثر برجستهٔ فرانسوی را از ارنست رنان، گوستاو لوبون، مونتسکیو، ژان ژاک روسو و ولتر را ترجمه نمود.